# Mustaschgärdsmyg
Mustaschgärdsmyg (Pheugopedius genibarbis) är en fågel i familjen gärdsmygar inom ordningen tättingar.

## Utseende och läte
Mustaschgärdsmygen är en ganska stor gärdsmyg med lång stjärt. Svartvita streck i aniktet kontrasterar med brun hjässa, kanelbrun ovansida och beigefärgad buk. Vingarna och stjärten har mörka band. Sången som ofta avges i duett är melodisk och vittljudande, medan lätet är ett hårt "tje-tje".

## Utbredning och systematik
Mustaschgärdsmyg delas upp i fyra underarter med följande utbredning:
- Pheugopedius genibarbis genibarbis – östra Brasilien (Maranhão till Espírito Santo, västerut till Rio Madeira)
- Pheugopedius genibarbis juruanus – östra Peru (söder om Amazonfloden och öster om Ucayalifloden) söderut till Ucayali, västra amazonska Brasilien och norra Bolivia
- Pheugopedius genibarbis intercedens – centrala Brasilien (Goiás till Minas Gerais och Mato Grosso)
- Pheugopedius genibarbis bolivianus – sydösttra Peru och Bolivia (La Paz, Cochabamba och Santa Cruz)

Tidigare placerades den i släktet Thryothorus, men DNA-studier visar att arterna i släktet inte är varandras närmaste släktingar.

## Levnadssätt
Mustaschgärdsmygen hittas i tät och snårig undervegetation i fuktiga skogar och skogsbryn. Där är den vanligen ljudlig men svår att få syn på.

## Status
Arten har ett stort utbredningsområde och internationella naturvårdsunionen IUCN kategoriserar arten som livskraftig. Beståndsutvecklingen är dock oklar.